# جان فیلیپ هلند
جان فیلیپ هلند (به انگلیسی: John Philip Holland) (زاده ۲۹ فوریه ۱۸۴۰ - درگذشته ۱۲ اوت ۱۹۱۴) کارآفرین، مهندس و مخترع آمریکایی ایرلندی‌تبار بود، که در سال ۱۸۹۹ شرکت جنرال داینامیکس را تأسیس کرد. وی سازنده نخستین زیردریایی‌های نیروی دریایی ایالات متحده آمریکا و نیروی دریایی پادشاهی بریتانیا بود.